# Paramonacanthus nipponensis
Paramonacanthus nipponensis es una especie de peces de la familia Monacanthidae en el orden de los Tetraodontiformes.

## Morfología
- Los machos pueden llegar alcanzar los 15 cm de longitud total.[1][2]

## Hábitat
Es un pez de mar de clima tropical y asociado a los  arrecifes de coral que vive entre 1-30 m de profundidad.

## Distribución geográfica
Se encuentra en el Japón, el Mar de la China Oriental y Filipinas.

## Observaciones
Es inofensivo para los humanos.